# Jasoměr
Jasoměr je měřicí přístroj k měření jasu (jas je definovaný jako měrná veličina svítivosti a označuje se L).
Měří v cd/m2 (kandelách na m²).

## Měřicí přístroj
Jasoměry se skládají ze snímače s fotočlánkem, optického systému pro vymezení prostorového úhlu a z měřicího a vyhodnocovacího systému.

## Princip měření
Fotočlánek s vysokou citlivostí a spektrálním přizpůsobením dle křivky V(l) je opatřen speciálním nástavcem, resp. optickou soustavou clonicích a fokusačních prvků, které vymezují prostorový úhel měření jasu zorného pole jasoměru.
Zjednodušeně bychom mohli říct, že se jasoměr dá vyrobit také tak, že na fotočlánek nasadíme tubus opatřený na vstupu clonou s kruhovým otvorem, čímž vymezíme prostorový úhel Ω, v němž dopadají paprsky z měřené plochy na fotočlánek.
Na ploše fotočlánku měřený jas vytvoří osvětlenost En osvětlenost, která je úměrná světelnému toku dopadajícímu z jasné plochy, kterou měříme. Generovaný fotoproud úměrný tomuto světelnému toku je měřen citlivým měřicím zesilovačem a v jednodušším případě citlivým galvanoměrem.
Střední jas L plochy vymezené prostorovým úhlem Ω na sledovaném povrchu se určí ze vztahu
{\displaystyle L={\frac {E_{n}}{\Omega }}}. (cd·m−2; lx, sr)

## Typy jasoměrů
Běžně rozlišujeme dva typy jasoměrů: bodový a integrační.
Za bodové jasoměry jsou považovány jasoměry s malým zorným (prostorovým úhlem), přibližně v řádu jednotek úhlových minut.
Integrační jasoměry pak měří jas jako průměrnou hodnotu ve větším zorném poli, obvykle víc než 1 stupeň. Běžná hodnota zorného úhlu je 3, 2, 1, 1/3 stupně, popř. 6', 2'.

## Sky quality meter
Takzvaný skymeter se používá k měření jasu oblohy, resp. nočního nebe. Prozatím jediný komerčně vyráběný skymeter je vyráběn ve dvou provedeních, které se liší úhlem (přibližně 20 a 42 stupňů) ze kterého zařízení snímá jas. Hodnota je odečítáná na displeji v jednotkách magnituda na čtvereční úhlovou vteřinu, kterou je možné převést na candelu na metr čtvereční.
Praktické využití skymetru je například pro měření světelného znečištění oblohy.